# Långtjärnen (Bodums socken, Ångermanland, 710057-151164)
Långtjärnen är en sjö i Strömsunds kommun i Ångermanland och ingår i Ångermanälvens huvudavrinningsområde.